# Tridenchthonius gratus
Tridenchthonius gratus är en spindeldjursart som beskrevs av Clarence Clayton Hoff 1963. Tridenchthonius gratus ingår i släktet Tridenchthonius och familjen Tridenchthoniidae. Inga underarter finns listade i Catalogue of Life.